# توماس غوانيبا
توماس غوانيبا (من مواليد 31 ديسمبر 1971، ماراكايبو) هو سياسي فنزويلي وهو نائب حالي في الجمعية الوطنية الفنزويلية وزعيم حزب العدالة أولاً.

## النشأة
غوانيبا هو نجل مانويل غوانيبا ماتوس وهو سياسي معروف في زوليا مرتبط بحزب كوبي وكورينا فيلالوبوس. جاء توماس من عائلة كاثوليكية ذات تمثيل جيد في الأعمال والسياسة والقانون. لديه ستة إخوة محاميان ومعلم وثلاثة رجال أعمال. كان أحد إخوته خوان بابلو غوانيبا عضوًا في مجلس مدينة ماراكايبو ومنسقًا لمنظمة العدل أولاً في زوليا.
غوانيبا حاصل على شهادة في الإدارة من جامعة رافائيل مع تخصص في إدارة الأعمال.

## الحياة السياسية
بدأ غوانيبا في النشاط السياسي في سن مبكرة جدًا مثل والده في حزب كوبي، قرروا مع مجموعة من الشباب ترك الحزب وشكلوا حركة زوليا 89 بهدف دعم أوزوالدو ألفاريز باز لمنصب حاكم زوليا.
بعد العمل في المؤسسات الحكومية التي تدير الدولة، قرر غوانيبا تأسيس حزب الوسط بريميرو جوستيسيا في عام 2000، ليصبح منسقًا له في زوليا من عام 2000 إلى عام 2007، وبعد عام 2004 أصبح جزءًا من مجلس إدارتها الوطني. بعد إعلان كارلوس أوكاريس ترشحه للمقعد في سوكري، تم تعيين غوانيبا خلفًا لأوكاريز كأمين عام للحزب الذي شغله منذ عام 2007.
في عام 2005 أعلن غوانيبا ترشحه لمقعد في الجمعية الوطنية، لكن الكتلة السياسية المعارضة قررت عدم حضور الانتخابات البرلمانية في ذلك العام، وبعد ذلك سحب ترشيحه.
بعد إعلان الدعوة للانتخابات البرلمانية عام 2010 ترشح غوانيبا كمرشح عن الدائرة السابعة لولاية زوليا، وبعد حصوله على دعم جميع العوامل السياسية للكيان، أصبح مرشحًا للمائدة المستديرة للوحدة الديمقراطية. إلى الدائرة الإقليمية المذكورة أعلاه.
في 26 سبتمبر 2010 تم إعلان فوز غوانيبا في المسابقة الانتخابية للدائرة 7 التي شكلتها عدد من الأبرشيات بـ 33.175 صوتًا أو 61.05٪ من الأصوات، والتي أصبح بها نائبًا في جمعية فنزويلا الوطنية لصالح زوليا.